# Cacia assamensis
Cacia assamensis är en skalbaggsart som beskrevs av Stefan von Breuning 1948. Cacia assamensis ingår i släktet Cacia och familjen långhorningar. Inga underarter finns listade.